# Echipa națională de fotbal a Egiptului
Echipa națională de fotbal a Egiptului (în arabă: منتخب مصر لكرة القدم), cunoscută colocvial ca „faraonii”, reprezintă Egiptul în fotbalul internațional masculin și este guvernată de Asociația Egipteană de Fotbal (EFA), organul de conducere al fotbalului din Egipt. Stadionul istoric al echipei este Stadionul Internațional Cairo, deși meciurile se joacă uneori pe stadionul Borg El Arab din Alexandria.
Este cea mai titrată națională la nivel de Confederație din zona continentului Africii, câștigând Cupa Africii pe Națiuni de șapte ori: Cupa inaugurală din 1957, acasă în 1959, 1986, Egipt 2006, Burkina Faso 1998, Ghana 2008 și Angola 2010.
Pe scena internațională, Egiptul are în palmares trei apariții la Cupa Mondială și a fost prima echipă africană și arabă care și-a făcut apariția. Ei dețin și recordul pentru cel mai în vârstă jucător care a jucat la Cupa Mondială.

## Campionatul Mondial
| 1930        | S-a retras       | S-a retras       | S-a retras       | S-a retras       | S-a retras       | S-a retras       | S-a retras       | S-a retras       | S-a retras       | S-a retras       |
| 1934        | Optimi           | 13               | 1                | 0                | 0                | 1                | 2                | 4                |                  |                  |
| 1938        | S-a retras       | S-a retras       | S-a retras       | S-a retras       | S-a retras       | S-a retras       | S-a retras       | S-a retras       | S-a retras       | S-a retras       |
| 1950        | Nu a intrat      | Nu a intrat      | Nu a intrat      | Nu a intrat      | Nu a intrat      | Nu a intrat      | Nu a intrat      | Nu a intrat      | Nu a intrat      | Nu a intrat      |
| 1954        | Nu s-a calificat | Nu s-a calificat | Nu s-a calificat | Nu s-a calificat | Nu s-a calificat | Nu s-a calificat | Nu s-a calificat | Nu s-a calificat | Nu s-a calificat | Nu s-a calificat |
| 1958 - 1966 | S-a retras       | S-a retras       | S-a retras       | S-a retras       | S-a retras       | S-a retras       | S-a retras       | S-a retras       | S-a retras       | S-a retras       |
| 1970        | Nu a intrat      | Nu a intrat      | Nu a intrat      | Nu a intrat      | Nu a intrat      | Nu a intrat      | Nu a intrat      | Nu a intrat      | Nu a intrat      | Nu a intrat      |
| 1974 - 1986 | Nu s-a calificat | Nu s-a calificat | Nu s-a calificat | Nu s-a calificat | Nu s-a calificat | Nu s-a calificat | Nu s-a calificat | Nu s-a calificat | Nu s-a calificat | Nu s-a calificat |
| 1990        | Faza grupelor    | 20               | 3                | 0                | 2                | 1                | 1                | 2                |                  |                  |
| 1994 - 2014 | Nu s-a calificat | Nu s-a calificat | Nu s-a calificat | Nu s-a calificat | Nu s-a calificat | Nu s-a calificat | Nu s-a calificat | Nu s-a calificat | Nu s-a calificat | Nu s-a calificat |
| 2018        | Faza grupelor    | 31               | 3                | 0                | 0                | 3                | 2                | 6                |                  |                  |
| 2022        | Nu s-a calificat | Nu s-a calificat | Nu s-a calificat | Nu s-a calificat | Nu s-a calificat | Nu s-a calificat | Nu s-a calificat | Nu s-a calificat | Nu s-a calificat | Nu s-a calificat |
| 2026        | Va urma          | Va urma          | Va urma          | Va urma          | Va urma          | Va urma          | Va urma          | Va urma          | Va urma          | Va urma          |
| Total       | Optimi           | 3/22             | 7                | 0                | 2                | 5                | 5                | 12               |                  |                  |

## Prezențe
| Istoria Campionatului Mondial | Istoria Campionatului Mondial | Istoria Campionatului Mondial | Istoria Campionatului Mondial |
| Anul                          | Runda                         | Scor                          | Rezultat                      |
| ----------------------------- | ----------------------------- | ----------------------------- | ----------------------------- |
| 1934                          | Optimi                        | Egipt 2 – 4 Ungaria           | Înfrângere                    |
| 1990                          | Faza Grupelor                 | Egipt 1 – 1 Țările de Jos     | Egal                          |
| Faza Grupelor                 | Egipt 0 – 0 Republica Irlanda | Egal                          |                               |
| Faza Grupelor                 | Egipt 0 – 1 Anglia            | Înfrângere                    |                               |
| 2018                          | Faza Grupelor                 | Egipt 0 – 1 Uruguay           | Înfrângere                    |
| Faza Grupelor                 | Egipt 1 – 3 Rusia             | Înfrângere                    |                               |
| Faza Grupelor                 | Egipt 1 – 2 Arabia Saudită    | Înfrângere                    |                               |

## Cupa Africii pe Națiuni
| 1957 | Campioni         | 1978 | Nu s-a calificat | 1998 | Campioni         | 2017 | Locul 2  |
| 1959 | Campioni         | 1980 | Locul 4          | 2000 | Locul 5          | 2019 | Locul 10 |
| 1962 | Locul 2          | 1982 | S-a retras       | 2002 | Locul 6          | 2021 | Locul 2  |
| 1963 | Locul 3          | 1984 | Locul 4          | 2004 | Locul 9          | 2023 | Va urma  |
| 1965 | S-a retras       | 1986 | Locul 1          | 2006 | Campioni         |      |          |
| 1968 | S-a retras       | 1988 | Locul 6          | 2008 | Campioni         |      |          |
| 1970 | Locul 3          | 1990 | Locul 8          | 2010 | Campioni         |      |          |
| 1972 | Nu s-a calificat | 1992 | Locul 11         | 2012 | Nu s-a calificat |      |          |
| 1974 | Locul 3          | 1994 | Locul 5          | 2013 | Nu s-a calificat |      |          |
| 1976 | Locul 4          | 1996 | Locul 7          | 2015 | Nu s-a calificat |      |          |

## Finale
| 2010 | Egipt | 1 - 0 | Ghana            |
| 2008 | Egipt | 1 - 0 | Camerun          |
| 2006 | Egipt | 0 - 0 | Coasta de Fildeș |
| 1998 | Egipt | 2 - 0 | Africa de Sud    |
| 1986 | Egipt | 0 - 0 | Camerun          |
| 1957 | Egipt | 4 - 0 | Etiopia          |

| 2021 | Egipt | 0 - 0 | Senegal |
| 2017 | Egipt | 1 - 2 | Camerun |
| 1962 | Egipt | 2 - 4 | Etiopia |

| 1974 | Egipt | 4 - 0 | Congo            |
| 1970 | Egipt | 3 - 1 | Coasta de Fildeș |
| 1963 | Egipt | 3 - 0 | Etiopia          |

|  |  |  |  |

## Cei mai selecționați jucători
| #  | Nume                 | Selecții | Goluri | Cariera   |
| -- | -------------------- | -------- | ------ | --------- |
| 1  | Ahmed Hassan         | 184      | 33     | 1995–2012 |
| 2  | Hossam Hassan        | 176      | 68     | 1985–2006 |
| 3  | Essam El-Hadary      | 159      | 0      | 1996–2018 |
| 4  | Ahmed Fathy          | 136      | 3      | 2002–2021 |
| 5  | Ibrahim Hassan       | 131      | 14     | 1988–2002 |
| 6  | Hany Ramzy           | 123      | 3      | 1988–2003 |
| 7  | Wael Gomaa           | 114      | 1      | 2001–2013 |
| 8  | Ahmed El-Kass        | 112      | 25     | 1987–1997 |
| 8  | Abdel-Zaher El-Saqqa | 112      | 4      | 1997–2010 |
| 10 | Rabie Yassin         | 109      | 1      | 1982–1991 |

## Cei mai buni marcatori
| #  | Jucător           | Goluri | Selecții | Goluri pe meci | Carieră   |
| -- | ----------------- | ------ | -------- | -------------- | --------- |
| 1  | Hossam Hassan     | 68     | 176      | 0.39           | 1985–2006 |
| 2  | Mohamed Salah     | 56     | 98       | 0.58           | 2011–0    |
| 3  | Hassan El-Shazly  | 42     | 62       | 0.67           | 1961–1975 |
| 4  | Mohamed Aboutrika | 38     | 100      | 0.38           | 2001–2013 |
| 5  | Ahmed Hassan      | 33     | 184      | 0.18           | 1995–2012 |
| 6  | Amr Zaki          | 30     | 63       | 0.48           | 2004–2013 |
| 7  | Emad Moteab       | 28     | 70       | 0.40           | 2004–2015 |
| 8  | Ahmed El-Kass     | 25     | 112      | 0.22           | 1987–1997 |
| 9  | Gamal Abdelhamid  | 24     | 79       | 0.30           | 1979–1993 |
| 10 | Mahmoud El Khatib | 24     | 54       | 0.44           | 1974–1986 |